# Vladimir Stasov
Vladimir Vasilievitch Stasov (por vezes transliterado como Stassov; em russo:  Влади́мир Васи́льевич Ста́сов; 14 de janeiro [calendário gregoriano 2 de janeiro] 1824, São Petersburgo; 23 de outubro [calendário gregoriano 10 de outubro] 1906), foi provavelmente o mais respeitado crítico musical russo durante sua vida.

## Carreira
Formado na Escola de Jurisprudência de São Petersburgo em 1843, ele foi admitido na Academia Imperial de Artes em 1859, e tornou-se membro honorário da Academia Russa de Ciências em 1900, juntamente com seu amigo Leo Tolstoi. Stasov tornou-se uma figura proeminente na cultura russa de meados do século XIX. Ele descobriu um grande número de músicos promissores, inspirou muitas de suas obras e defendeu seus pontos-de-vista em numerosos artigos e cartas para a imprensa. Dessa maneira, ele participou de um debate ao longo com o romancista e dramaturgo russo Ivan Turgenev, que considerava Stasov "nosso grande crítico de toda a Rússia". Ele queria que a arte russa se libertasse do que ele via como o domínio da Europa. Copiando o oeste, ele achava que os artistas russos poderiam ser, na melhor das hipóteses, de segunda categoria. No entanto, tomando emprestado de suas próprias tradições nativas, eles acreditavam que esses músicos podiam criar uma arte verdadeiramente nacional, que poderia se igualar à da Europa com seus altos padrões artísticos e originalidade. Por "nacional", Stasov entendia uma arte que não só retrataria a vida das pessoas, mas também seria significativa para elas e mostraria a elas como viver.

## Construindo "Os Cinco"
Em 1847, Stasov publicou uma monografia sobre o uso de motivos folclóricos na obra de Mikhail Glinka; a partir de então, Stasov defendeu a influência russa sobre a influência européia na música. Nos anos que se seguiram, ele serviu como conselheiro do grupo de compositores russos conhecidos como Os Cinco. Ele também se entusiasmou com Piotr Ilitch Tchaikovski depois de ouvir o compositor tocar o final de sua Sinfonia "Pequena Russa" em uma reunião no Natal de 1872, na casa de Nikolai Rimski-Korsakov. Pouco depois dessa reunião, Stasov encorajou Tchaikovski a escrever uma peça baseada em The Tempest, de Shakespeare. Ele também elaborou um programa, inicialmente para Hector Berlioz, que Tchaikovski acabou usando para a sua Sinfonia Manfredo. Entre essas duas obras, Stasov sugeriu uma ópera baseada no romance histórico Cinq-Mars, de Alfred de Vigny. Contudo, Tchaikovski tinha então a intenção de escrever Evgeni Onegin, e Charles Gounod já havia escrito uma ópera baseada em Cinq-Mars.

## Repin e os Itinerantes
Começando nos anos 1870, Stasov apoiou ardentemente o grupo de pintores realistas conhecido como Itinerantes, e Ilia Repin.

## Intolerante para com as diferenças

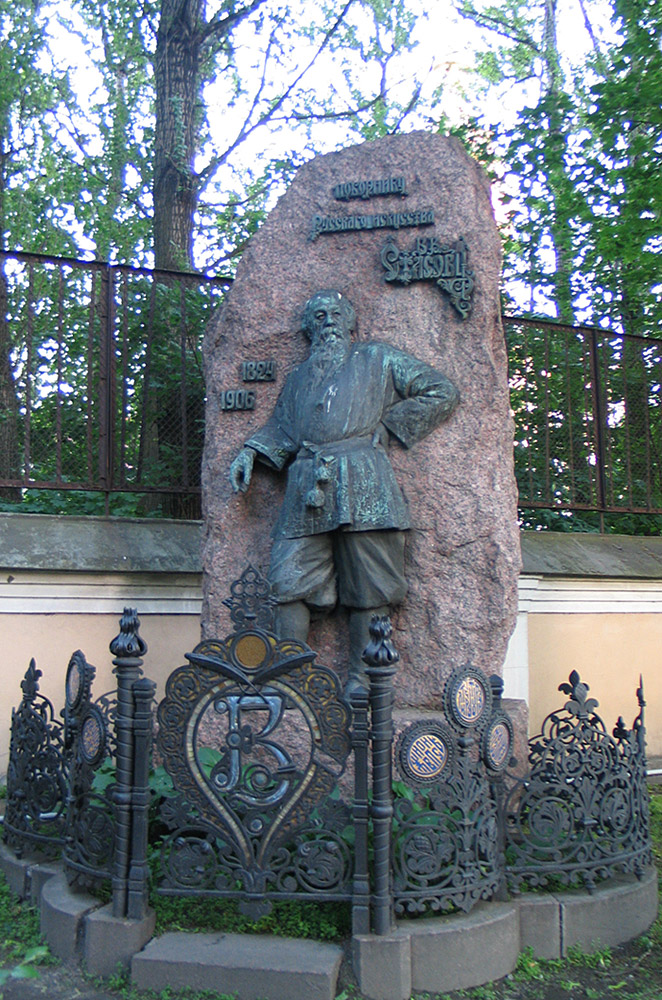
Túmulo de Vladimir Stasov no cemitério do Monastério Alexandre Nevski.

Quando os artistas não seguiam seus preceitos, Stasov podia se tornar intolerante e vocal.
Por exemplo, Stasov chamou o final da Sinfonia Pequena Russa de Tchaikovski de "uma das criações mais importantes de toda a escola russa", mas em outras ocasiões expressou um julgamento negativo a respeito do trabalho de Tchaikovski: "O Conservatório, a formação acadêmica, o ecletismo e o retrabalho excesso sobre os materiais musicais, lançaram sua terrível e destrutiva mão sobre ele. De sua produção total, algumas obras Romeu e Julieta, A Tempestade, Francesca da Rimini e os Quartetos de Cordas n. 2 e 3] são de primeira linha e altamente originais; os restantes são medíocres ou fracos".
O mesmo se aplica a Modest Mussorgsky, um compositor que, como membro d'Os Cinco, Stasov ajudara a cultivar. Apesar de todo o elogio público a seus dotes musicais, Stasov sempre lhe atribuíra uma nota de condescendência intelectual. O fundador Mili Balakirev confidenciou a Stasov que achava Mussorgski "quase um idiota", e Stasov respondeu "acho que ele é um completo idiota". Mas essa troca ocorreu antes de Mussorgski escrevesse suas principais composições e qualquer uma de suas óperas, a partir da década de 1860.
Ele foi ainda mais duro com a revista de arte modernista Mir iskusstva e seus fundadores, Alexandr Benois, Leon Bakst e Sergei Diaguilev, quando a revista apareceu em 1898. Ele chamou Diaguilev de "uma líder de torcida decadente" e Mir iskusstva de "o pátio dos leprosos" (uma imagem emprestada do romance de Notre-Dame de Paris, de Victor Hugo).
A correspondência de Stasov com as principais personalidades da vida artística russa é inestimável. Ele também é conhecido por sua oposição ao crítico de música e ex-amigo Alexander Serov, em relação aos méritos relativos das duas óperas de Glinka.
Ele ficou tão impressionado com o talento literário do estudante judeu Samuil Marshak que ele organizou uma exceção das leis da zona de assentamento, para ele e sua família.
O irmão de Stasov, Dmitri Stasov (1828–1918), participou da fundação da Sociedade Russa de Música. Sua sobrinha, Elena Stasova (1873-1966), foi uma proeminente revolucionária marxista e funcionária do governo soviético.